# Android Froyo
Android 2.2 - 2.2.3 "Froyo" é uma versão do sistema operacional móvel Android, desenvolvido pelo Google. Lançado em maio de 2010, o Android 2.2 Froyo tem cinco características principais: velocidade, maior interatividade, navegador mais rápido, novos serviços e aplicativos e melhorias no Android Market (atual Play Store).
Uma das mudanças mais proeminentes no lançamento do Froyo foi o tethering USB e a funcionalidade de ponto de acesso Wi-Fi. Outras mudanças incluem suporte para o serviço Android Cloud to Device Messaging, melhorias adicionais na velocidade do aplicativo, implementadas por meio da compilação JIT e exibidas nos aplicativos como banners no topo da tela.

## Mudanças

### v2.2 - v2.2.3 (API 8)
| Versão | Data de lançamento     | Características |
| ------ | ---------------------- | --- |
| 2.2    | 20 de maio de 2010     | - Otimizações de velocidade, memória e desempenho; - Melhorias adicionais na velocidade do aplicativo, implementadas por meio da compilação JIT; - Integração do motor V8 (JavaScript) do Chrome no aplicativo do navegador; - Suporte para o serviço Android Cloud to Device Messaging (C2DM), permitindo notificações push; - Suporte aprimorado do Microsoft Exchange, incluindo políticas de segurança, autodescoberta, pesquisa de GAL, sincronização de calendário e limpeza remota; - Iniciador de aplicativos aprimorado com atalhos para aplicativos de telefone e navegador; - Funcionalidade de tethering USB e ponto de acesso Wi-Fi; - Opção para desativar o acesso a dados em uma rede móvel; - Aplicativo Market atualizado com recursos de atualização automática e em lote; - Alternância rápida entre vários idiomas de teclado e seus dicionários; - Suporte para carro habilitado para Bluetooth e docas de mesa; - Suporte para senhas numéricas e alfanuméricas; - Suporte para campos de upload de arquivo no aplicativo de navegador; - O navegador agora mostra todos os quadros de GIFs animados em vez de apenas o primeiro quadro; - Suporte para instalação de aplicativos em memória expansível; - Suporte para Adobe Flash; - Suporte para telas de PPI alto (até 320 ppi), como telas de quatro polegadas 720p; - A Galeria permite aos usuários visualizar pilhas de imagens usando um gesto de zoom. |
| 2.2.1  | 27 de setembro de 2010 | - Correções de bugs, atualizações de segurança e melhorias de desempenho. |
| 2.2.2  | 21 de janeiro de 2011  | - Pequenas correções de bugs, incluindo problemas de roteamento de SMS que afetaram o Nexus One. |
| 2.2.3  | 21 de novembro de 2011 | - Duas atualizações de segurança. |